# 상공학교
상공학교(商工學校)는 1899년 설립된 대한제국의 학교이다. 서울대학교와 선린인터넷고등학교의 전신이다. 1904년에 농과를 포함시켜 농상공학교로 개편되었다.